# Preludio op. 74 n. 2 (Skrjabin)
Il Preludio op. 74 n. 2 di Aleksandr Nikolaevič Skrjabin, intitolato Très lent, contemplatif (molto lento, contemplativo), è uno dei cinque preludi dell'op. 74 composto all'inizio del 1914.
La sua seconda moglie lo considerava il suo pezzo migliore. Fu anche il suo ultimo, poiché Skrjabin morì poco dopo.

## Storia
Leonid Leonidovič Sabaneev cita il compositore con le seguenti parole: "Queste quinte stanno davvero creando un sentimento totalmente nuovo, non credi? [...] Queste armonie sono meno risonanti qui, ma guarda quanto è diventato psicologicamente difficile. [ ...] Qui regna un calore ardente come nel deserto [astrale]. [...] e qui di nuovo questo desiderio ardente [aveva suonato la linea melodica discendente cromaticamente] [...] Sai, questo Preludio dà l'impressione come se durasse per secoli, anche per l'eternità, milioni di anni". - "Il brano può essere riprodotto in due modi. O colorato con molteplici sfumature o, al contrario, completamente uniforme, senza la minima sfumatura. [...] in un singolo pezzo, ce ne sono presenti molti, una molteplicità in un'unica composizione". - "Fino ad ora ho sempre composto in modo che l'interpretazione di un brano fosse possibile solo in un modo [...] Ora voglio che sia possibile suonarlo in modi totalmente diversi, come un cristallo possa riflettere raggi di luce totalmente diversi". - Disse, quietamente e ossessivamente, "Questa è la morte! Questa è la morte come questa emanazione della femmina che porta all'unificazione [...] amore e morte [...] questo è l'abisso". "Questa non è musica", gli disse [Sabaneev], "questo è qualcos'altro..." - "Questo è il Mysterium", disse piano Skrjabin.